# جيم كوكس (لاعب كرة قاعدة)
جيم كوكس (بالإنجليزية: Jim Cox)‏ هو لاعب كرة قاعدة أمريكي، ولد في 28 مايو 1950 في بلومنجتون في الولايات المتحدة.

## وصلات خارجية
- جيم كوكس على موقعبيزبول رفرنس.كوم (الدوري الرئيسي) (الإنجليزية)
- جيم كوكس على موقعبيزبول رفرنس.كوم (الدوري الثانوي) (الإنجليزية)
- جيم كوكس على موقع مشجعي الرسوم البيانية (الإنجليزية)